# Джовани да Мурта
Вижте пояснителната страница за други личности с името Джовани.
Джовани да Мурта (на италиански: Giovanni da Murta) е вторият дож на Генуезката република, който управлява от 25 декември 1345 г. до 6 януари 1350 г.

## Биография
Датата на раждането му е неизвестна. Историците приемат че е роден в първите години на 14 век в селището Мурта, днес квартал на град Генуа, в богато семейство. По занятие е банкер.
Избран е за дож на 25 декември 1345 г., след оттеглянето на първия генуезки дож Симоне Боканегра. По време на управлението си Джовани да Мурта успява да умиротвори град Генуа и да противодейства успешно на острите конфликти между благородните генуезки фамилии. Противопоставя се на рода Грималди, които многократно се опитват да установят своята власт в Генуа. За борба с рода Грималди дожът наема флотилия от около двадесет и пет частни галери, под командването на адмирал Симоне Виньозо. Грималди са принудени да избягат в Марсилия и дожът изпраща флотилията в помощ на Кафа, тогава генуезка колония, обсадена от Джани бег, хан на Златната орда. Флотът успява да отблъсне обсадата, както и да възвърне на Генуа град Фокея на 20 септември 1346 г. След завръщането на флотилията поради незаплащане в пълния размер на обещаните пари в размер на 203 000 лири за наемането на експедицията, дожът е принуден да се съгласи да преотстъпи на адмирал Виньозо и неговите капитани правото върху данъчните приходи от остров Хиос за следващите двадесет години, независимо от присъствието на острова на губернатор или администрация, назначени от Rепубликата.
Джовани да Мурта се опитва да възстанови генуезкия контрол над остров Корсика. В началото на неговия мандат само крепостта Бонифачо се намира под властта на Генуа, останалата част от колонията е де факто независима благодарение на поддръжката на Кралство Арагон и венецианския флот. Дожът възлага на сина си Томазо мисия за отвоюване на остров. Експедицията е успешна и слага край на феодалната анархия и възстановява генуезкото господство над Корсика.
На дипломатическия фронт Джовани да Мурта се опитва до намали напрежението между Генуа и Венеция. Дожът предлага и организиране на съвместен поход срещу османците, но предложението е отхвърлено от венецианците.
Междувременно в Републиката избухва чумна епидемия. Генуа е един от първите градове в Европа поразени от Черната смърт. Чумата е пренесена от генуезки кораби, които пристигат от Кафа, Крим, и се разпространява бързо по цялото Средиземноморие. От ноември 1347 г. до 1351 г., чумата убива 30 до 40% от населението на града. Самият дож се разболява и умира на 6 януари 1350 г. и е погребан в катедралата „Сан Лоренцо“ в Генуа. Неговият приемник Джовани Валенте е избран след три дни в атмосфера на напрежение между генуезката аристокрация.